# فرهنگ در هند
فرهنگ هند اشاره به مجموع هزاران فرهنگ متفاوت و مجزای ادیان و جوامع گوناگون در هند دارد. در مناطق مختلف کشور هند آداب و رسوم و شکل زبان، دین، معماری، آشپزی، موسیقی و رقص متفاوت است. فرهنگ هندی که ترکیبی از چندین فرهنگ است در شبه‌قاره هند گسترده شده و پیشینه‌ای چند هزار ساله دارد. بسیاری از اجزای فرهنگ گسترده هندی نظیر ادیان، فلسفه، آشپزی، زبان‌ها، رقص، موسیقی، سینما و هنرهای رزمی هندی آثار عمیقی بر سرتاسر جهان، هندکره و به خصوص هند بزرگ داشته‌اند.

## ادیان
هند ترکیبی از ادیان مختلف و فرقه‌های مذهبی گوناگون است که اغلب آن‌ها از هندوئیسم، اسلام و آیین بودایی نشأت گرفته‌اند. حدود ۸۰٫۵٪ مردم هند پیرو آئین‌های هندو و حدود ۱۳٫۴٪ مسلمان هستند. هند همچنین بیش از ۲٫۳٪ مسیحی و ۱٫۹٪ سیک دارد. هند اگرچه زادگاه آئین بودا بوده، اما جمعیت بودائیان هند در حال حاضر تنها حدود ۰٫۸٪ برآورد می‌شود. علاوه‌بر آن پیروان آیین جینیسم ۰٫۸٪ و مجموع پیروان دین زرتشتی، یهودی، بهایی و بقیه مذاهب ۰٫۴٪ است.
زرتشتیان، از مهم‌ترین اقلیت‌های دینی هند هستند که به پارسی معروفند و طی بیش از پنج سده اولیه حمله اعراب به ایران، از ایران به هند مهاجرت کرده‌اند و بیشتر در مناطق مختلف گجرات و مهاراشترا به مرکزیت بمبئی اقامت دارند. اگر چه جمعیت آنان کمتر از۲۰۰ هزار نفر است، اما نزدیک به ۱۷ ٪ اقتصاد هند را در دست دارند. شرکت‌های بزرگی مانند: «تاتا» و «گودریج»، متعلق به زرتشتیان است. گروه دیگری از اقلیت‌های کم جمعیت بهره‌ها هستند.
هند دومین (یا سومین) جمعیت بزرگ مسلمانان جهان را در خود جای داده‌است. تنها کمتر از ۱۵ درصد جمعیت آن مسلمانند، اما کل جمعیت این کشور آنقدر زیاد است که با همین نسبت اندک هم جمعیت مسلمانان آن از جمعیت مسلمانان همه کشورهایی که اکثریت مردمانشان مسلمان هستند، به جز اندونزی و شاید پاکستان، بیشتر است. شمار مسلمانان هند و پاکستان تقریباً مساوی است. تصور می‌شود که اولین مسلمانان هند بازرگانانی بوده‌اند که در دوران حیات محمد به منطقه کرالا سفر کردند. در زمان استقلال هند میلیون‌ها مسلمان به پاکستان شرقی و غربی (که در سال ۱۹۷۱ بنگلادش نام گرفت) مهاجرت کردند، اما عده بسیار زیادی هم در هند باقی ماندند. امروزه تنها مناطقی در هند که اکثریت جمعیت آنها را مسلمانان تشکیل می‌دهند، دره کشمیر و منطقه کوچک لاکشادویپ در اقیانوس هند هستند. مسلمانان هند در سراسر بقیه کشور پراکنده‌اند، هرچند که در مناطق شمال شرقی و ایالت پنجاب تقریباً اثری از آن‌ها نیست.

## ساختار خانواده و ازدواج
در طی قرن‌ها، رویه غالب در هند ساختار اشتراکی خانواده بزرگ بوده است، به این صورت که همه‌ی افراد یک خانواده شامل والدین، فرزندان، خانواده فرزندان و ... همگی در یک مکان در کنار هم زندگی می‌کرده‌اند. پیرترین مرد خانواده کلیدی‌ترین شخص در تصمیم‌گیری‌های مهم بوده و سایر اعضا ملزم به تبعیت از او بوده‌اند.

### ازدواج
از گذشته دور شیوه‌ی ازدواج در هند ازدواج سنتی بوده است که امروزه نیز تا حد زیادی رایج است و اشخاص همسرشان را بر پایه نظرات والدین‌شان و یا سایر اعضای مورد احترام خانواده انتخاب می‌کنند. در گذشته سن ازدواج پایین بود، اما امروزه افزایش یافته و طبق آماری در سال ۲۰۱۱ به متوسط ۲۱ سال برای دختران رسیده است.
مراسم ازدواج در هند دربرگیرنده آداب و رسوم و جشن‌های رنگارنگ و متنوعی است که به فرهنگ خانواده عروس و داماد وابسته است. 

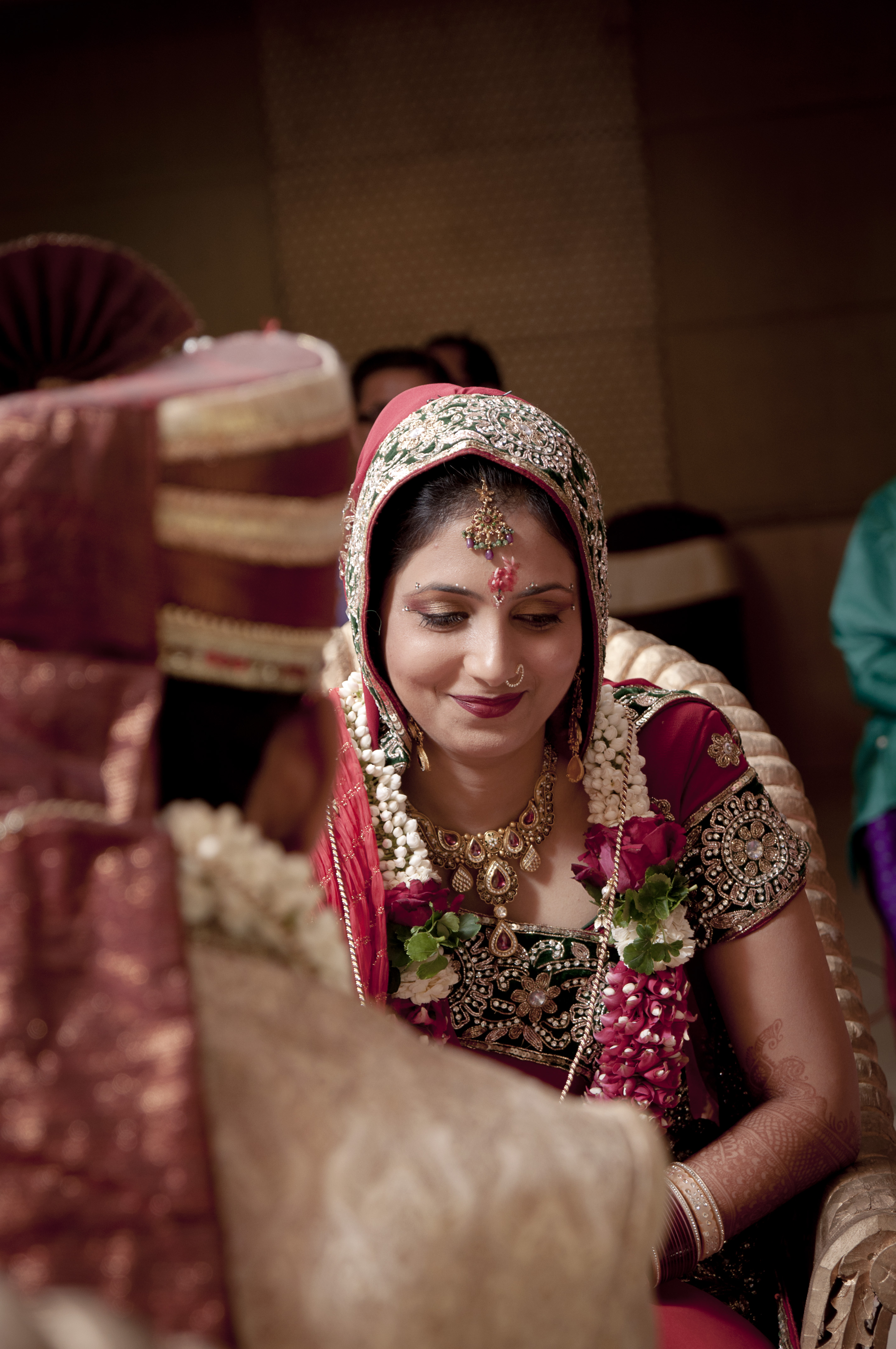
لبخند خجالتی یک عروس اهل هند در مراسم ازدواج
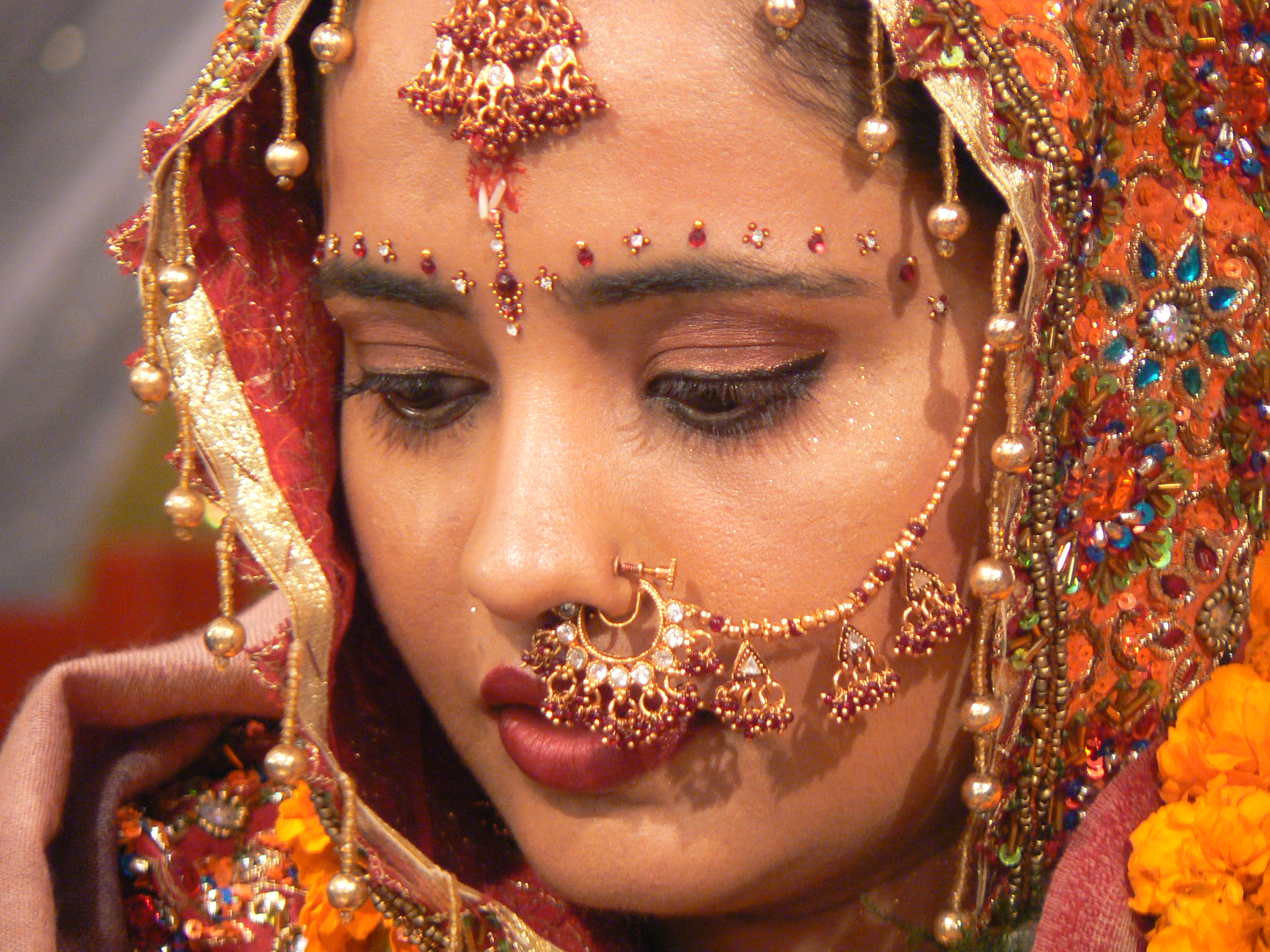
یک زن هندی در روز ازدواج

## مراسم
هند به عنوان کشوری چند فرهنگی، چند قومیتی و چند دینی دارای مراسم متعدد و متنوعی است.

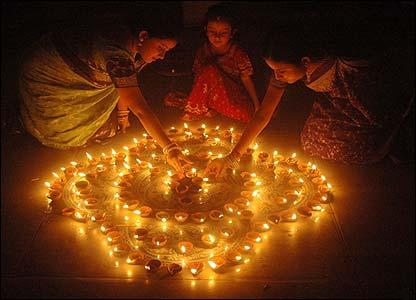
دیوالی
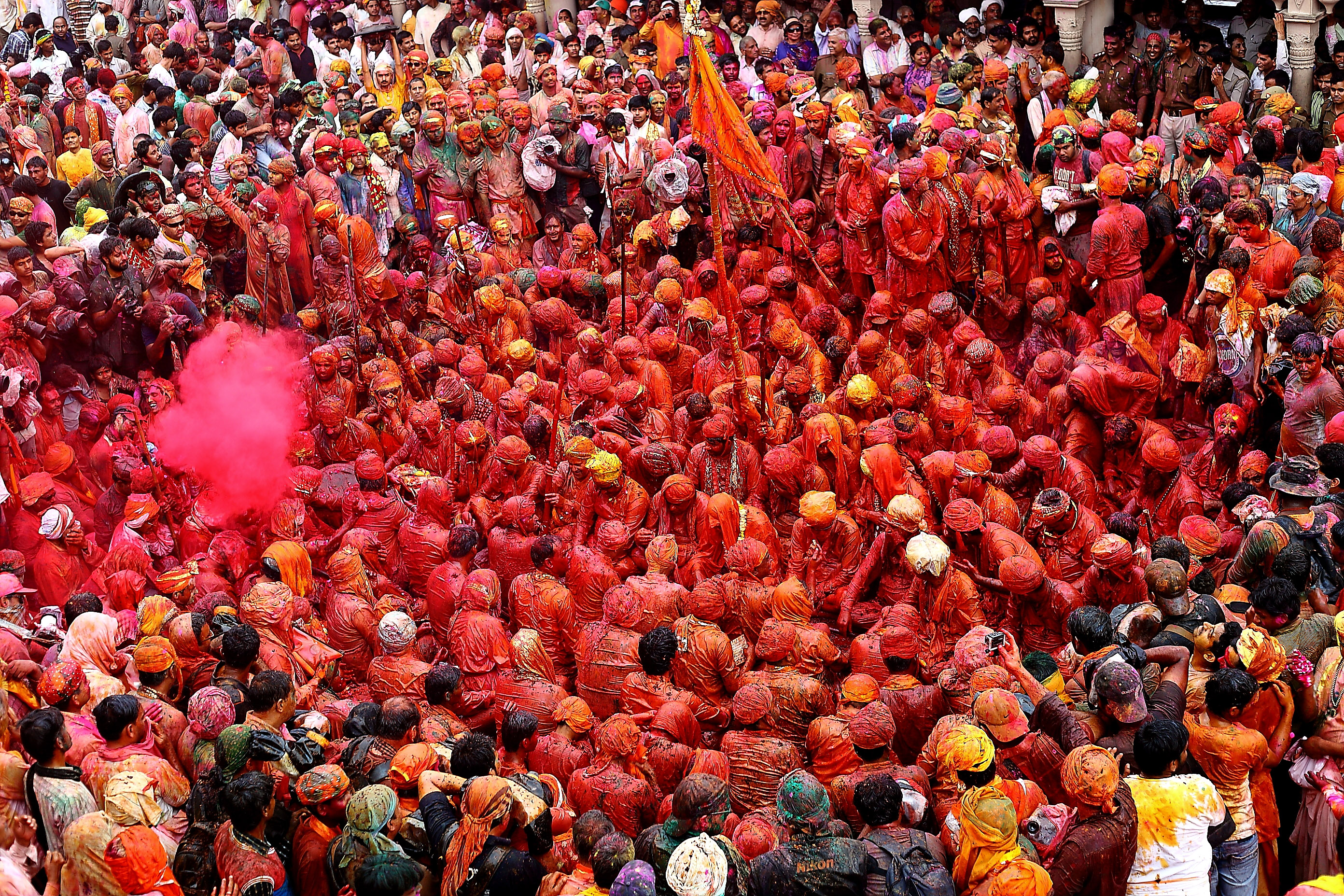
هولی.
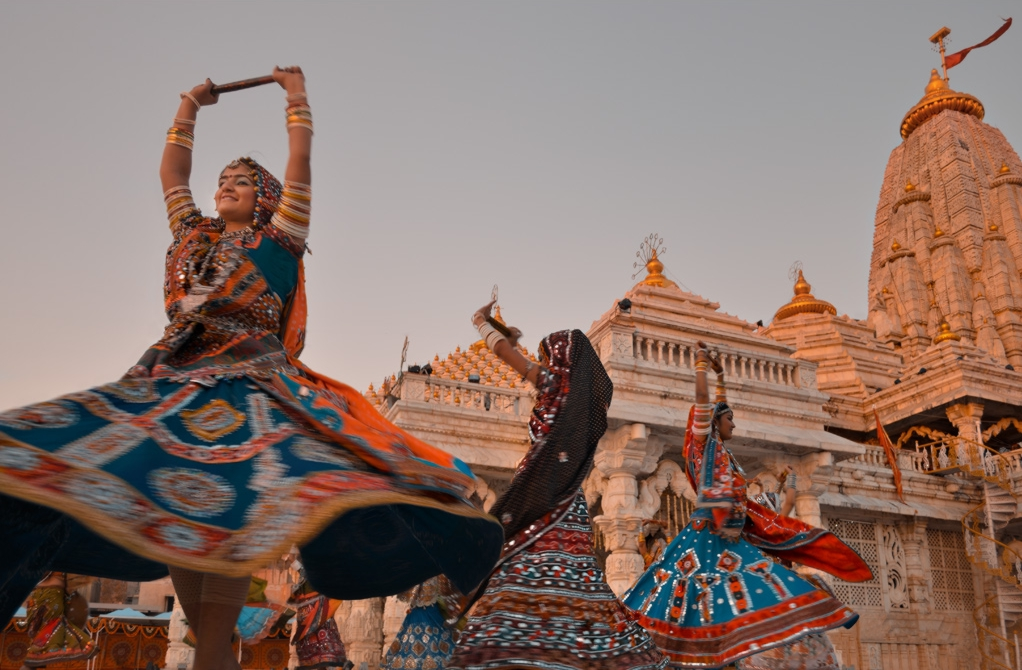
ناواراتری در گجرات
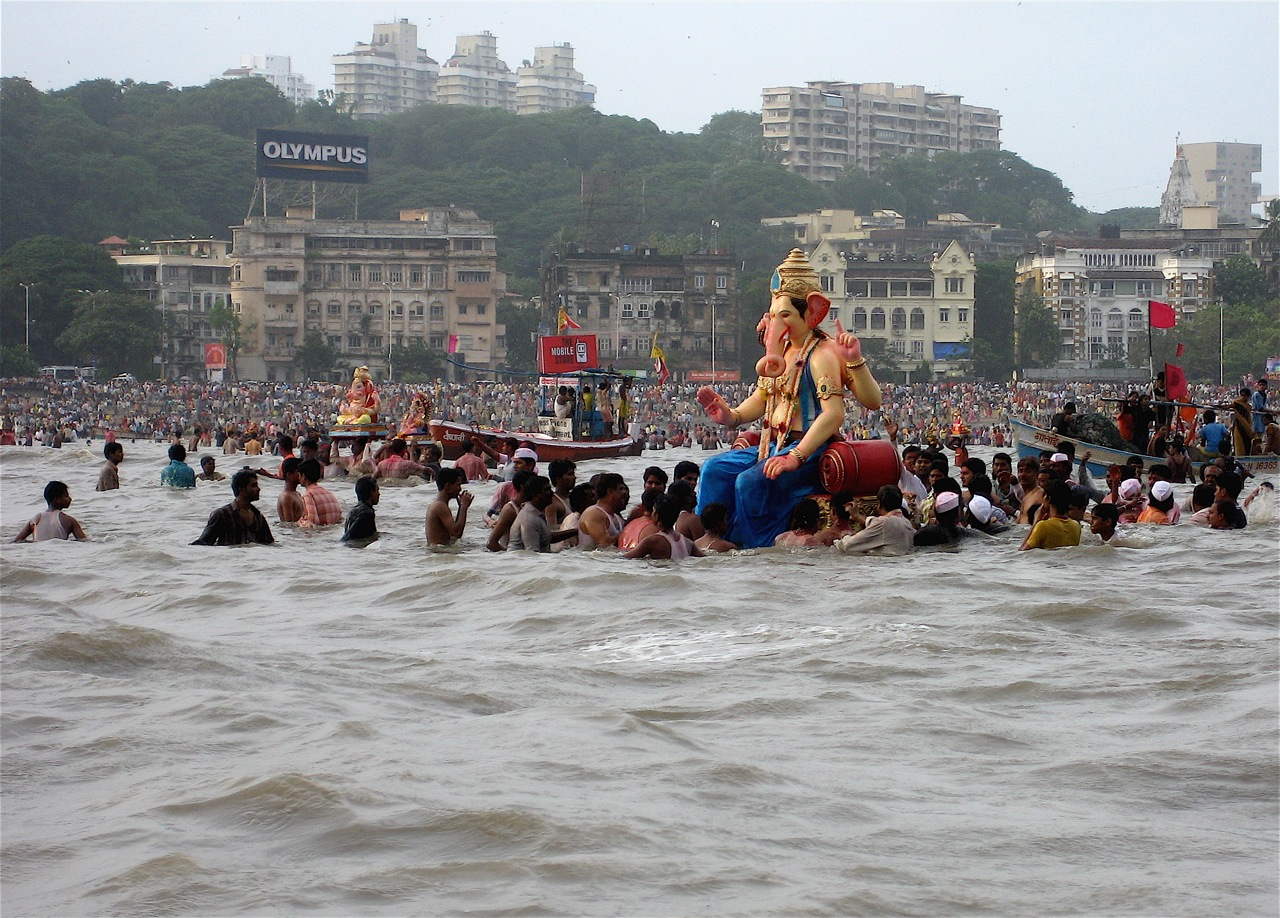
غرق کردن گانش در مراسمی در مهاراشترا.
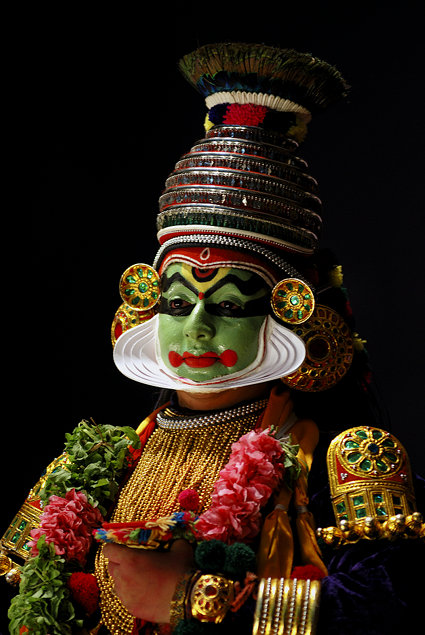
کاتاکالی
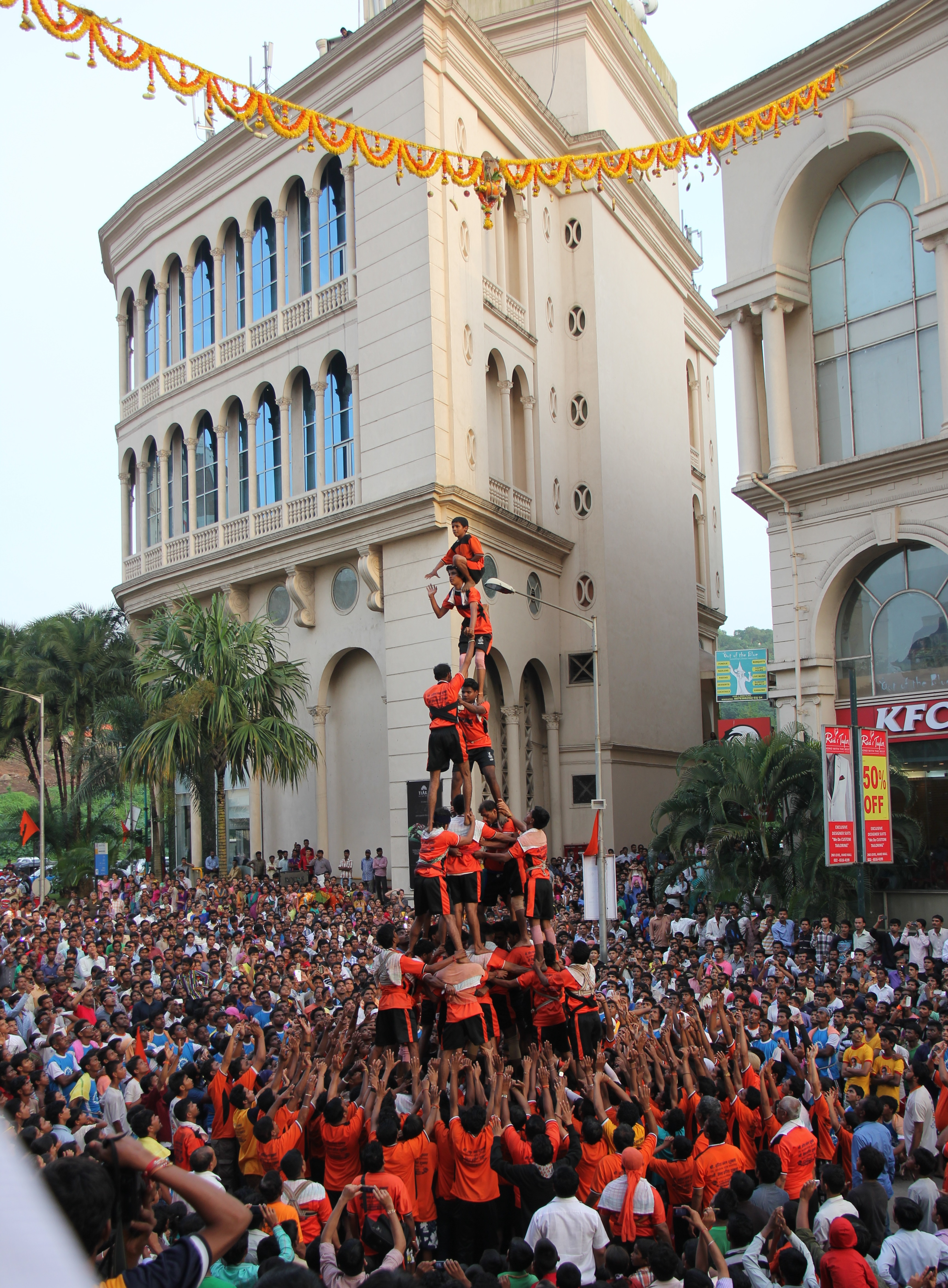
داهی بمبئی
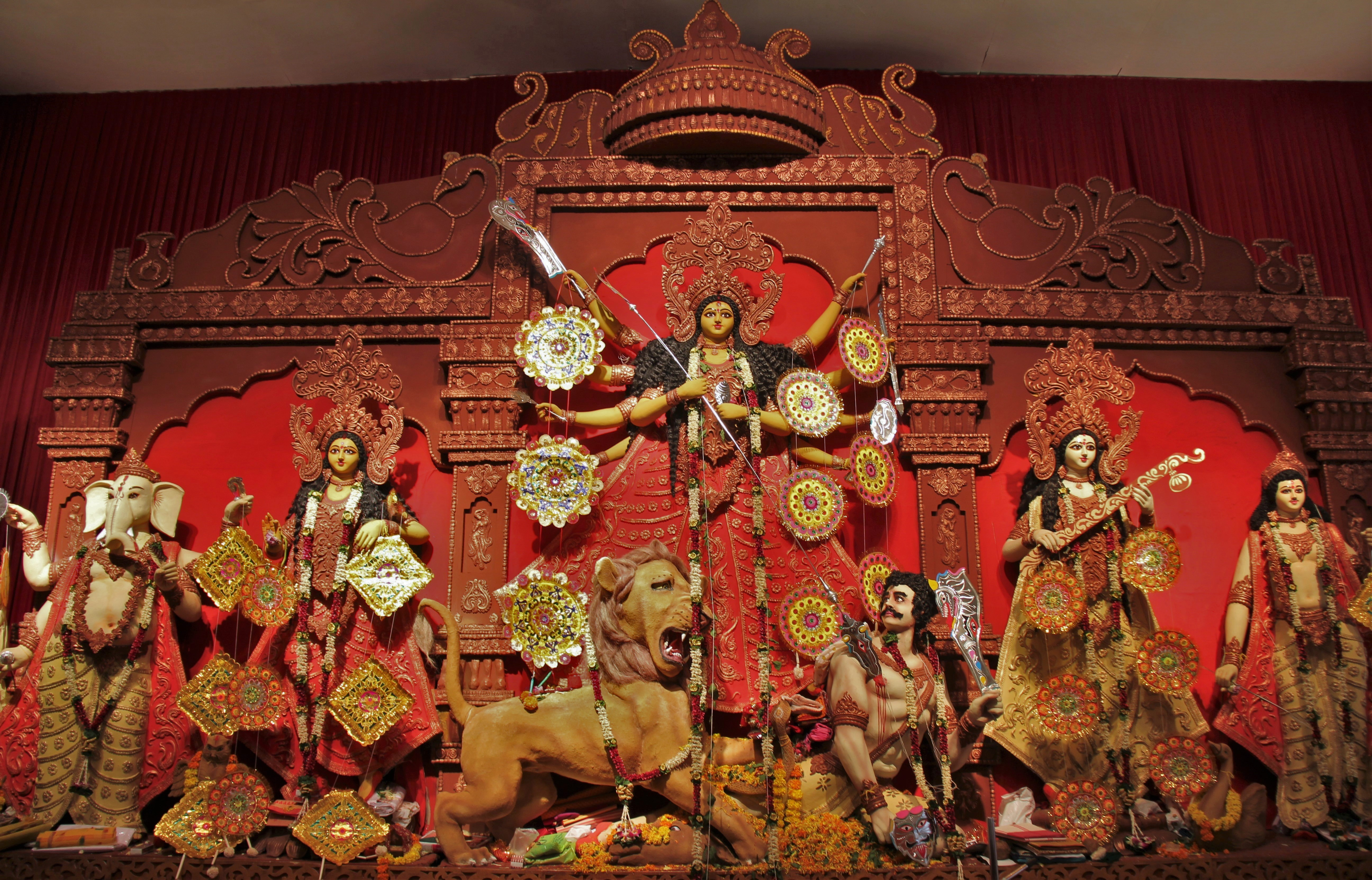
دورگا پوجا
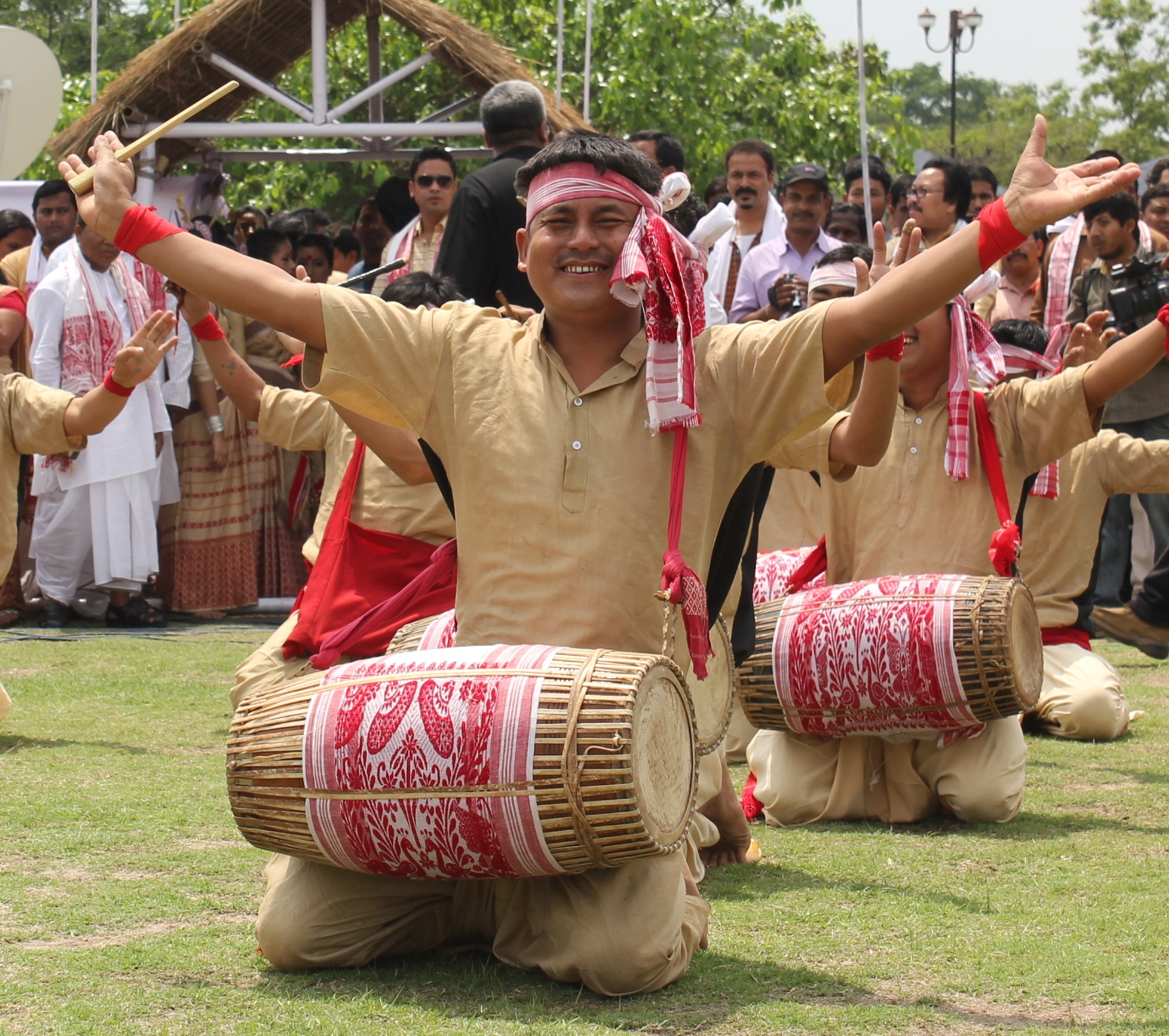
مراسم بیهو
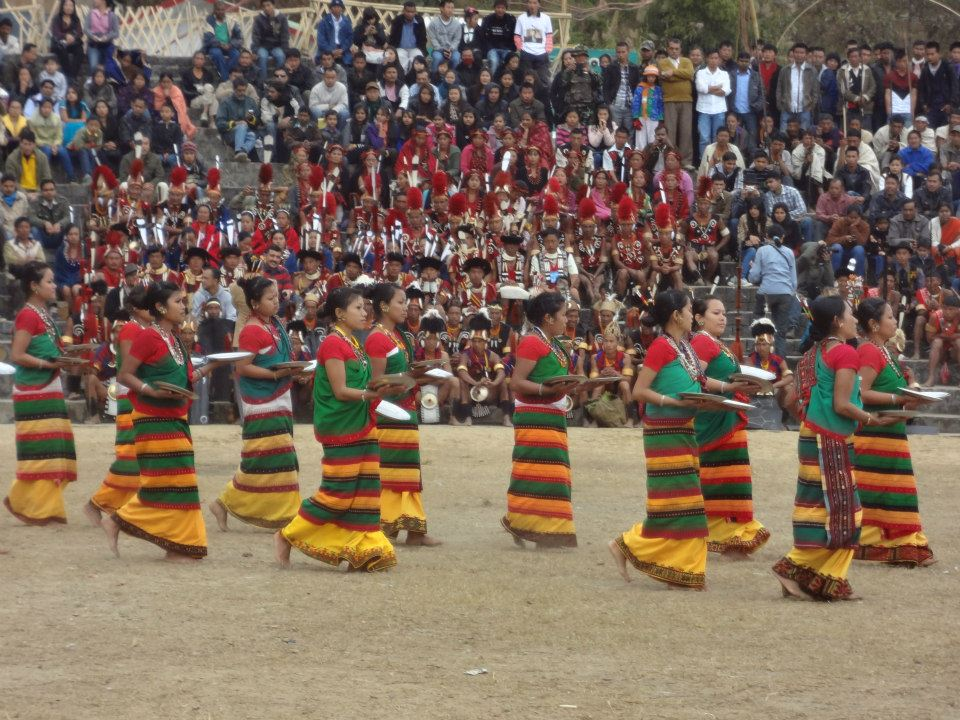
مراسم هورن‌بیل